# Beta Cephei
Beta Cephei (β Cep, β Cephei) este o stea din constelația Cefeu. Are magnitudinea aparentă 3. Numele său tradițional este Alfirk, din arabă: الفرقة, transcris: al-firqah, „turma (de oi)”.
Beta Cephei este prototipul stelelor variabile de tip Beta Cephei. Magnitudinea ei aparentă variază între +3,15 și + 3,21, pe o perioadă de 0,1904844 de zile. Este de tipul spectral B2IIIev și se află la circa 595 de ani-lumină de Terra. 